# Neostylopyga parallela
Neostylopyga parallela är en kackerlacksart som först beskrevs av Bolivar 1897.  Neostylopyga parallela ingår i släktet Neostylopyga och familjen storkackerlackor. Inga underarter finns listade i Catalogue of Life.